# Usès
|  | Per a altres significats, vegeu «Uzès». |

Usès (occità) o Uzès (francès) és un municipi francès, al departament del Gard (regió d'Occitània). L'any 2006 tenia 7.859 habitants. Situat a la vall del riu Alzon, afluent del Gard, és capital del cantó d'Usès.

## Geografia
Usès es troba uns vint-i-cinc quilòmetres al nord de Nimes, la ciutat més propera, i uns quaranta a l'oest d'Avinyó.

## Història
La descoberta el 2019 d'un cromlech (monument megalític) de grans dimensions indica que hi devia haver una població important a la contrada, vora el riu Eure, cap a la fi de l'edat de bronze.
L'altiplà on se situa la vila actual ja era ocupat al segle V a.C., probablement per un oppidum o ciutadella romana. Els arqueòlegs han trobat restes de carrers, residències i mosaics del que hauria estat l'antiga vila romana d'Ucetia, datats de finals de segle II aC. Al segle I de la nostra era, els romans hi van construir l'aqüeducte que menava l'aigua de la font de l'Eure fins a la ciutat de Nimes. Aquest aqüeducte, de cinquanta quilòmetres de llargària, és conegut per la secció que hom anomena Pont del Gard.
A partir del segle V d.C. Usès esdevé seu de bisbat. Fou ocupat per Pipí el Breu el 752, el qual inicialment respectà els comtes gots, però, davant els conflictes que originaven, hi posà al capdavant un comte franc (757). Usès va formar part de la marca de la Gòtia, creada el 817. El 1229 passà a domini dels reis de França, i esdevingué vescomtat, després comtat, i al segle XVI ducat. El territori fou molt afectat per les guerres de religió, a causa de la posició dels seus habitants a favor del calvinisme.
El 1632, a conseqüència de l'execució del duc de Montmorency, el seu ducat fou donat als ducs d'Usès, per antiguitat. En temps de la Revolució Francesa, el municipi (aleshores anomenada Uzès-la-Montagne) absorbeix la comuna veïna de Saint-Firmin. El bisbat s'elimina el 1817. Usès esdevé subprefectura el 1926.
Els ducs d'Usès són una de les famílies senyorials més antigues de França. Vint-i-vuit senyors d'Usès han mort en combat al servei de França.
Marie-Louise de Crussol, marquesa de Crussol i duquessa d'Usès, té un paper molt important en la renovació de la vila: al 1951 es trasllada al castell i n'engega les obres de restauració, i el 1965 aconsegueix que part de la vila sigui declarada una zona protegida pel seu valor històric.

## Personalitats
Al segle ix, al castell de la vila, hi residí Duoda, dama d'estirp noble carolíngia i escriptora, autora del Manual per al meu fill (Liber manualis).
Era fill d'aquesta vila el compositor de música clàssica Alphonse Pellet (1828 - ?)